# 紫波郡
紫波郡（日语：／ Shiwa gun */?）是岩手縣的一郡。人口59,864人、面積306.31 km²（2013年）。位于盛岡都市圈南部，人口呈増加傾向。
現轄有以下2町。
- 紫波町
- 矢巾町